# Ida del Liechtenstein (1811-1884)
Ida del Liechtenstein (nome completo in tedesco Ida Leopoldine Sophie Marie Josepha Franziska; Lednice, 12 settembre 1811 – Vienna, 27 giugno 1884) è stata una principessa austriaca.

## Biografia
La principessa Ida nacque nel 1811 a Lednice, tredicesima dei figli di Giovanni I Giuseppe e di Giuseppa di Fürstenberg-Weitra.
Il 30 luglio 1832 sposò il principe Karl von Paar a Vienna. Vi morì nel 1884 e fu tumulata nella cripta della famiglia del marito nel Franziskanerkloster di Bechyně.

## Discendenza
Ida del Liechtenstein e Karl von Paar ebbero otto figlie e quattro figli:
- Guidobaldine Josepha Sophia Maria (Vienna, 5 luglio 1833 - Vienna, 14 gennaio 1904);
- Karl Johann Wenzel (Bechyně, 7 luglio 1834 - Vienna, 21 aprile 1917), sposò il 28 maggio 1866 a Vienna Leopoldine von Pallavicini (1845-1928) ed ebbero due figlie e cinque figli:
  - Ida Maria Gabriela Albina (1867-1945);
  - Alfons (1868-1903);
  - Gabriele (1869-1945);
  - Alfred Karl Wenzel Maria Gabriel (1871);
  - Wenzel Maria Laurenz (1878-1964);
  - Alexander Karl Maria Hugo (1882-1955);
  - Eduard Maria Leopold Gratian (1884-1945).
- Eleonore Ida Maria (Bechyně, 1⁰ agosto 1835 - Vienna, 16 marzo 1913), sposò l'8 gennaio 1856 a Vienna Ernst Hoyos von Sprinzenstein (1830-1903);
- Rudolph Johann Baptist Liberat (Bechyně, 17 agosto 1836 - Bechyně, 14 settembre 1873), sposò il 7 agosto 1864 a Vienna Antonia Theresia Brigitta von Meraviglia-Crivelli (1840-1867) e, in seconde nozze il 12 febbraio 1872 a Graz, Anna Maria von Stürgkh (1842-1922). Ebbe due figli:
  - Carl Rudolf (1865-1897);
  - Ernst Rudolf Karl Maria Josef (1867-1932).
- Eduard Maria Nicolaus (Vienna, 5 dicembre 1837 - Vienna, 1⁰ febbraio 1919);
- Josephine Marie Baldine Caroline Ida (Vienna, 1⁰ gennaio 1839 - Vienna, 6 febbraio 1916), sposò il 3 giugno 1961 a Vienna Ladislaus Joseph Maria Nikolaus Eugen Franz de Paula Severin von Falkenhayn (1833-1865) e, in seconde nozze il 19 marzo 1879 a Vienna, Jaromir Czernin von und zu Chudenitz (1818-1908);
- Alois Marie Carl Felician (Bechyně, 19 novembre 1840 - Vienna, 5 febbraio 1909);
- Francisca de Paula Ida Maria Monica (Vienna, 10 maggio 1842 - Vienna, 4 febbraio 1881), sposò il 3 giugno 1862 a Vienna Leopold von Podtsatzky-Liechtenstein (1840-1902);
- Maria Josepha Quido Baldina (Bechyně, 8 settembre 1843 - Bechyně, 25 gennaio 1914);
- Leontine Maria Ida Quido Baldine (Bechyně, 5 novembre 1844 - Vienna, 18 aprile 1912), sposò il 28 novembre 1867 a Vienna Oswald August Ernst Adolf Karl von Kielmansegg (1838-1896);
- Henriette Eleonora Josepha Maria (Vienna, 21 febbraio 1848 - Bechyně, 2 settembre 1848);
- Sophia Maria Josepha Ida Domicilla (12 maggio 1850 - Vienna, 10 giugno 1874), sposò il 5 maggio 1873 Karl Olivier Zdenko Friedrich Anna Wallis von Karighmain (1837-1917).

## Titoli e trattamento
- 12 settembre 1811 - 30 luglio 1832: Sua Altezza Serenissima, la principessa Ida del Liechtenstein
- 30 luglio 1832 - 17 gennaio 1881: Sua Altezza Serenissima, la principessa di Paar
- 17 gennaio 1881 - 27 giugno 1884: Sua Altezza Serenissima, la principessa Ida di Paar

## Ascendenza
|                                        |                                          |                                                    | Genitori                                          |  |  | Nonni |  |  | Bisnonni                   |  |  | Trisnonni                        |  |
|                                        |                                          |                                                    |                                                   |  |  |       |  |  | Emanuele del Liechtenstein |  |  | Filippo Erasmo del Liechtenstein |  |
|                                        |                                          |                                                    |                                                   |  |  |       |  |  | Emanuele del Liechtenstein |  |  | Filippo Erasmo del Liechtenstein |  |
|                                        |                                          | Cristina Teresa di Löwenstein-Wertheim-Rochefort   |                                                   |  |  |       |  |  | Emanuele del Liechtenstein |  |  |                                  |  |
| Francesco Giuseppe I del Liechtenstein |                                          |                                                    |                                                   |  |  |       |  |  | Emanuele del Liechtenstein |  |  |                                  |  |
|                                        |                                          | Maria Anna Antonia von Dietrichstein-Weichselstädt | Carl Ludwig von Dietrichstein                     |  |  |       |  |  |                            |  |  |                                  |  |
|                                        |                                          | Maria Anna Antonia von Dietrichstein-Weichselstädt | Carl Ludwig von Dietrichstein                     |  |  |       |  |  |                            |  |  |                                  |  |
|                                        |                                          | Maria Anna Antonia von Dietrichstein-Weichselstädt | Maria Theresia Anna von Trauttmansdorff           |  |  |       |  |  |                            |  |  |                                  |  |
| Giovanni I Giuseppe del Liechtenstein  |                                          | Maria Anna Antonia von Dietrichstein-Weichselstädt |                                                   |  |  |       |  |  |                            |  |  |                                  |  |
|                                        |                                          | Franz Philipp von Sternberg                        | Franz Damian von Sternberg                        |  |  |       |  |  |                            |  |  |                                  |  |
|                                        |                                          | Franz Philipp von Sternberg                        | Franz Damian von Sternberg                        |  |  |       |  |  |                            |  |  |                                  |  |
|                                        |                                          | Franz Philipp von Sternberg                        | Maria Josepha von und zu Trauttmansdorff          |  |  |       |  |  |                            |  |  |                                  |  |
| Leopoldina di Sternberg                |                                          | Franz Philipp von Sternberg                        |                                                   |  |  |       |  |  |                            |  |  |                                  |  |
|                                        |                                          | Leopoldine von Starhemberg                         | Conrad Sigismund von Starhemberg                  |  |  |       |  |  |                            |  |  |                                  |  |
|                                        |                                          | Leopoldine von Starhemberg                         | Conrad Sigismund von Starhemberg                  |  |  |       |  |  |                            |  |  |                                  |  |
|                                        |                                          | Leopoldine von Starhemberg                         | Maria Leopoldine zu Löwenstein-Wertheim-Rochefort |  |  |       |  |  |                            |  |  |                                  |  |
| Ida del Liechtenstein                  |                                          | Leopoldine von Starhemberg                         |                                                   |  |  |       |  |  |                            |  |  |                                  |  |
|                                        | Ludwig August Egon zu Fürstenberg-Weitra | Prosper Ferdinand zu Fürstenberg-Stühlingen        |                                                   |  |  |       |  |  |                            |  |  |                                  |  |
|                                        | Ludwig August Egon zu Fürstenberg-Weitra | Prosper Ferdinand zu Fürstenberg-Stühlingen        |                                                   |  |  |       |  |  |                            |  |  |                                  |  |
|                                        | Ludwig August Egon zu Fürstenberg-Weitra | Sophie von Königsegg-Rothenfels                    |                                                   |  |  |       |  |  |                            |  |  |                                  |  |
| Joachim Egon zu Fürstenberg-Weitra     | Ludwig August Egon zu Fürstenberg-Weitra |                                                    |                                                   |  |  |       |  |  |                            |  |  |                                  |  |
|                                        |                                          | Maria Anna Josepha Fugger zu Kirchberg             | Maximilian Joseph Fugger von Zinneberg            |  |  |       |  |  |                            |  |  |                                  |  |
|                                        |                                          | Maria Anna Josepha Fugger zu Kirchberg             | Maximilian Joseph Fugger von Zinneberg            |  |  |       |  |  |                            |  |  |                                  |  |
|                                        |                                          | Maria Anna Josepha Fugger zu Kirchberg             | Maria Judith von Törring                          |  |  |       |  |  |                            |  |  |                                  |  |
| Giuseppa di Fürstenberg-Weitra         |                                          | Maria Anna Josepha Fugger zu Kirchberg             |                                                   |  |  |       |  |  |                            |  |  |                                  |  |
|                                        |                                          | Philipp Carl Dominicus zu Oettingen-Wallerstein    | Anton Karl zu Oettingen-Wallerstein               |  |  |       |  |  |                            |  |  |                                  |  |
|                                        |                                          | Philipp Carl Dominicus zu Oettingen-Wallerstein    | Anton Karl zu Oettingen-Wallerstein               |  |  |       |  |  |                            |  |  |                                  |  |
|                                        |                                          | Philipp Carl Dominicus zu Oettingen-Wallerstein    | Maria Agnes Magdalene Fugger von Glött            |  |  |       |  |  |                            |  |  |                                  |  |
| Sophia zu Oettingen-Wallerstein        |                                          | Philipp Carl Dominicus zu Oettingen-Wallerstein    |                                                   |  |  |       |  |  |                            |  |  |                                  |  |
|                                        |                                          | Charlotte Juliane zu Oettingen-Baldern             | Kraft Anton Wilhelm zu Oettingen-Baldern          |  |  |       |  |  |                            |  |  |                                  |  |
|                                        |                                          | Charlotte Juliane zu Oettingen-Baldern             | Kraft Anton Wilhelm zu Oettingen-Baldern          |  |  |       |  |  |                            |  |  |                                  |  |
|                                        |                                          | Charlotte Juliane zu Oettingen-Baldern             | Maria Eleonora von Schönborn-Buchheim             |  |  |       |  |  |                            |  |  |                                  |  |
|                                        |                                          | Charlotte Juliane zu Oettingen-Baldern             |                                                   |  |  |       |  |  |                            |  |  |                                  |  |